# رایشسهوفن
رایشسهوفن (به فرانسوی: Reichshoffen) یک کمون در فرانسه با جمعیت ۵٬۷۴۰ نفر است که در Canton of Niederbronn-les-Bains واقع شده‌است.